# ألان هايز
ألان هايز (بالإنجليزية: Alan Hays)‏ هو سياسي أمريكي، ولد في 12 مارس 1946 في الولايات المتحدة. حزبياً، نشط في الحزب الجمهوري. وقد انتخب عضو مجلس نواب فلوريدا.